# Grange Park (Northamptonshire)
Grange Park est une paroisse civile et un village du Northamptonshire, en Angleterre.